# Гуттманн, Бела
Бе́ла Гу́ттманн (венг. Guttmann Béla; 13 марта 1900, Будапешт — 28 августа 1981, Вена) — венгерский и австрийский футболист и тренер. Один из самых популярных и титулованных тренеров в истории футбола. Наиболее известен как двукратный обладатель Кубка европейских чемпионов на посту тренера «Бенфики». Один из создателей классической игровой схемы 4-2-4, наряду с двумя другими венграми — Мартоном Букови и Густавом Шебешем.

## Игровая карьера

### На клубном уровне
Родился 13 марта 1900 года в Будапеште, главном городе Венгрии, бывшей тогда частью двуединой Австро-Венгрии, в семье евреев Авраама (Абрахама) и Эстер Гуттманнов. Оба его родителя были учителями танцев. В юности занимался футболом в клубе «Тёреквеш».
Взрослую карьеру начал в 1919 году в сильнейшем клубе Венгрии тех лет — МТК. Провёл два сезона в этой команде, и оба стали для неё победными в чемпионате Венгрии.
В 1922 году переехал в Вену (одной из причин отъезда из Венгрии был антисемитизм, проявлявшийся режимом Миклоша Хорти), где начал выступать за местный еврейский клуб «Хакоах», за который отыграл четыре сезона. В сезоне 1924/25 стал чемпионом Австрии.
В апреле 1926 года «Хакоах» совершил десятиматчевое игровое турне в США, по окончании которого некоторые игроки клуба, включая Гуттманна, решили остаться играть в США .
За шесть последующих лет Гуттманн выступал за пять американских клубов, все они базировались в Нью-Йорке. В составе клуба «Нью-Йорк Хакоах» в 1929 году Гуттманн стал обладателем Кубка США. Завершил карьеру игрока в команде «Хакоах Олл-Старс» в 1932 году.

### В сборной Венгрии
За сборную Венгрии отыграл шесть матчей.
Дебютировал в национальной команде 5 июня 1921 года в победном (3:0) товарищеском матче против Германии, забив один из голов (ставший для него единственным за сборную). В том же месяце сыграл ещё один матч, против сборной Южной Германии.
Почти через три года, в мае 1924 года, Гуттманн, уже живший и игравший к тому времени в Австрии, получил новый вызов в венгерскую сборную. В том месяце он сыграл четыре игры за неё. Две первых, с командами Швейцарии (2:4) и Саара, были товарищескими.
Затем Гуттманн был включён в состав сборной на Летние Олимпийские игры 1924 в Париже, где отыграл оба проведённых венграми матча. В первом раунде 26 мая венгры разгромили поляков (5:0), но уже во втором, 29 мая, крупно (0:3) проиграли египтянам и выбыли из дальнейшей борьбы. Матч с Египтом стал последним для Гуттманна за сборную.
Пребывание Гуттманна на Олимпиаде было отмечено скандалом. У Белы вызвало возмущение то, что на игры прибыло, по его мнению, слишком много венгерских спортивных чиновников, и то, что команду поселили в дешёвой, плохой гостинице. В качестве доказательства своих слов о том, как плоха гостиница, Гуттманн притащил двух дохлых крыс (якобы пойманных им в ней) и прибил их к дверям номеров руководителей венгерской делегации.

## Тренерская карьера

### Ранние годы
Завершив карьеру игрока, Бела Гуттманн вернулся из США в Австрию, где стал главным тренером своего бывшего клуба — венского «Хакоаха». Провёл на этом посту один сезон, в ходе которого «Хакоах» занял восьмое место из 12-ти клубов. Затем Бела перебрался в голландский «Энсхеде» (один из предшественников нынешнего «Твенте»), где также проработал один сезон без особых успехов.
В 1938 году Гуттманн, уехав из аннексированной нацистской Германией Австрии, возглавил венгерский «Уйпешт». Там к нему пришли первые крупные успехи: в сезоне 1938/39 клуб выиграл чемпионат Венгрии (всего на очко опередив «Ференцварош») и Кубок Митропы. В четвертьфинале Кубка Митропы по сумме двух матчей был пройден миланский «Интер» (1:2 в гостях, 3:0 дома). В полуфинале в первом матче в Белграде венгры проиграли югославскому «Београдски СК» (ныне ОФК) 2:4, но дома разгромили белградцев 7:1 и вышли в финал. В финале был переигран всё тот же «Ференцварош» (4:1; 2:2). Впрочем, на второй сезон в «Уйпеште» Гуттманн не остался.
Как Гуттманн провёл военные годы, неизвестно. По некоторым данным, он скрывался в нейтральной Швейцарии, где был интернирован, затем какое-то время жил в Бразилии. Старший же его брат погиб в концлагере.
После войны в течение непродолжительного времени возглавлял сначала венгерский «Вашаш», затем румынский «Чинезул» (вскоре после его ухода клуб был расформирован). Из-за проблем с продовольствием в послевоенное время, Гуттманн настоял, чтобы зарплату ему платили не деньгами, а овощами. Из «Чинезула» Гуттманн ушёл после конфликта с президентом клуба, возмутившись попыткой последнего вмешаться в трансферную политику.
В сезоне 1946/47 вернулся в «Уйпешт» и выиграл с ним свой второй титул чемпиона Венгрии. Затем он возглавил «Кишпешт» (будущий «Гонвед»), где под его началом играли будущие участники «Золотой команды» Ференц Пушкаш и Йожеф Божик. В сезоне 1947/48 «Кишпешт» занял четвёртое место, и Гуттманн покинул свой пост по окончании сезона.

### Италия и Кипр
Сезон 1949/50 Гуттманн провёл на тренерском мостике итальянской команды «Падова», бывшей в то время середняком Серии A. «Падова» под руководством Гуттманна стала 10-й.
Следующие два сезона Гуттманн провёл в «Триестине». Результаты команды под его началом были невысоки: сначала 15-е место, затем делёж 17-го — 18-го и переходный турнир за выживание, в ходе которого команда всё же сумела спастись, переиграв сначала «Луккезе» (3:3; 1:0), а затем «Брешиа» (1:0).
В сезоне 1952/53 Гуттманн тренировал кипрский АПОЭЛ. Команда неплохо выступила в чемпионате Кипра, заняв 3-е место.
В 1953 году Гуттманн был назначен тренером «Милана». В «Милане» той поры блистали такие игроки, как Гуннар Грен, Гуннар Нордаль, Нильс Лидхольм (вместе они, три великих шведа, олимпийские чемпионы-1948, составляли легендарное трио «Гре-Но-Ли») и уругваец Хуан Альберто Скьяффино.
В сезоне 1953/54 «Милан» стал третьим (опередив «Фиорентину» лишь по разнице мячей в споре за бронзу, чемпионом же стал «Интернационале», вторым пришёл ещё один принципиальный соперник «россонери» — «Ювентус»). По ходу же сезона 1954/55 Гуттманн был уволен. Это случилось в феврале 1955 года: Скьяффино в одном из матчей был удалён и заработал пятиматчевую дисквалификацию, и команда, потеряв своего лидера, резко сбавила обороты, что, вкупе с разногласиями с руководством клуба, стоило Гуттманну ме́ста на тренерском мостике. После увольнения Гуттманн заявил на пресс-конференции: «Меня уволили, хотя я не преступник и не гомосексуал. До свидания».

«Милан» в сезоне 1954/55. Гуттманн — в левом верхнем углу.

Тренерский пост занял сначала Антонио Бусини (временно), затем Эттор Пуричелли. В итоге, несмотря на все пертурбации по ходу сезона, «Милан» всё же выиграл тот чемпионат, опередив на четыре очка «Удинезе». С тех пор Гуттманн всегда настаивал на том, чтобы в его контракте был пункт о невозможности увольнения в случае, если клуб находится на первом месте.
После ухода из «Милана» Гуттманн возглавил «Виченцу», где проработал один сезон, по итогам которого команда разделила 9-е — 13-е места в Серии A, но, имея из пяти команд с равным числом очков наихудшую разницу мячей, стала 13-й.

### «Гонвед» и «Сан-Паулу»
В 1957 году Гуттманн ненадолго вернулся в «Гонвед». Это случилось вскоре после подавления народного восстания 1956 года, команда находилась за пределами Венгрии (весть о поражении повстанцев застала их на обратном пути с матчей против «Атлетико» (Бильбао), первый из которых был сыгран в Бильбао, а второй, вместо Будапешта, где шли бои, — в Брюсселе, на стадионе «Эйзель»), многие игроки не хотели возвращаться на родину.
Несмотря на сопротивление ФИФА и Венгерской Федерации Футбола, Гуттманн организует международное турне «Гонведа». Сначала команда играет в Италии, Португалии и Испании (в частности, обыгрывает «Барселону» (4:3) и играет вничью со сборной Мадрида (5:5)), а затем клуб, отклонив предложение мексиканцев о предоставлении всем игрокам политического убежища и о присоединении к их футбольной лиге, едет в Бразилию, где проводит матчи с «Фламенго» и «Ботафого». Затем пути игроков «Гонведа» разошлись. Многие (Йожеф Божик, Ласло Будаи, Дьюла Лорант, Дьюла Грошич и др.) всё-таки вернулись в Венгрию, трое (Золтан Цибор, Шандор Кочиш и Ференц Пушкаш) уехали в Испанию, а тренер Бела Гуттманн остался в Бразилии и возглавил «Сан-Паулу».
В «Сан-Паулу» под его руководством выступали такие известные игроки, как Дино Сани, Мауро Рамос и Зизиньо. В сезоне 1957 года команда выиграла Лигу Паулисту (чемпионат штата Сан-Паулу), а в 1958 году стала в этом турнире второй, уступив «Сантосу», в котором в те годы блистал великий Пеле. (Единого всебразильского первенства в те годы не существовало.)
Сначала во время своего недолгого пребывания (второго по счёту) в «Гонведе», а затем на посту главного тренера «Сан-Паулу» Гуттманн начал применять новую, революционную для того времени схему 4-2-4 (через год Висенте Феола позаимствует и успешно применит её в сборной Бразилии на ЧМ-1958, бразильцы выиграют тот мундиаль).

### Португалия. «Порту» и «Бенфика»
В 1958 году Гуттманн возглавил португальский «Порту» и в первый же сезон привёл их к чемпионскому титулу.
Затем он перешёл в стан другого португальского гранда — «Бенфики». Именно там он добился своих наиболее значительных успехов. Под его началом там играли такие мастера, как Эйсебио (лидер и главная звезда клуба), Жозе Агуаш, Жозе Аугушту де Алмейда, Алберту да Кошта Перейра, Антониу Симойнш, Мариу Колуна, Жерману де Фигейреду и другие. Из них Гуттманн сумел создать боеспособную, хорошо обученную команду, ставшую одной из лучших в мире на тот момент.
В сезоне 1959/60 «Бенфика» выиграла чемпионат (превзойдя на два очка лиссабонский «Спортинг»).
Сезон 1960/61 был ещё более успешен. Снова был выигран чемпионат страны (вторым опять стал «Спортинг», отстав на сей раз на четыре очка; остальные же клубы отстали более чем на десять очков; также следует отметить, что «Бенфика» забила 92 мяча в 26 играх). «Бенфика» выиграла и Кубок чемпионов, по очереди пройдя шотландский «Хартс» (2:1, 3:0), бывший клуб Гуттманна — венгерский «Уйпешт» (6:2; 1:2), датский «Орхус» (4:1; 3:1), венский «Рапид» (3:0; 1:1) и выйдя в финале на «Барселону». В драматичном матче на бернском стадионе «Ванкдорф» подопечные Гуттманна вырвали победу, несмотря на все усилия великого венгерского трио «Барсы» Кубала — Кочиш — Цибор. Счёт на 20-й минуте открыл Кочиш, через десять минут Агуаш сравнял счёт, ещё через две минуты нелепый автогол испанского вратаря Рамальетса вывел «Бенфику» вперёд. Во втором тайме Колуна сделал счёт 3:1, но Цибор сократил отставание. Атаки барселонцев в концовке не увенчались успехом, «Бенфика» победила 3:2. До этого все пять розыгрышей Кубка Чемпионов выиграл мадридский «Реал», и «Бенфика» стала первой командой, прервавшей его гегемонию (впрочем, с самим «Реалом» им не пришлось иметь дело — он был выбит в четвертьфинале как раз «Барселоной»).
Сезон 1961/62 также принёс клубу Гуттманна победу в Кубке Чемпионов. Пройдя венскую «Аустрию» (1:1; 5:1), «Нюрнберг» (1:3; 6:0) и «Тоттенхэм Хотспур» (3:1; 1:2), в финале, на Олимпийском стадионе в Амстердаме, «Бенфика» переиграла «Реал» (счёт 5:3; на хет-трик Пушкаша лиссабонцы ответили голами Агуаша, Кавема, Колуны и дважды Эйсебио). Также в сезоне 1961/62 команда выиграла Кубок Португалии. А вот в чемпионате «Бенфика» стала всего лишь третьей, уступив «Спортингу» и «Порту». Также команда уступила в финале Межконтинентального кубка-1961 уругвайскому «Пеньяролю». Первый матч на родном «Эштадиу да Луж» был выигран 2:1, а вот в ответной игре на «Сентенарио» «Бенфика» проиграла — 0:5, в решающем же третьем матче, сыгранном также в Уругвае, «Пеньяроль» победил 2:1 и выиграл трофей.

#### Проклятие Белы Гуттманна
По окончании сезона Гуттманн неожиданно покинул «Бенфику», причиной тому стало нежелание руководства удовлетворить его требования о повышении зарплаты. Покидая команду, Бела Гуттманн произнёс проклятие: «В следующие сто лет Бенфика без меня никогда не выиграет Кубок европейских чемпионов». После этого «Бенфика» восемь раз играла в финалах европейских кубков и проиграла все восемь (1962/63, 1964/65, 1967/68, 1982/83, 1987/88, 1989/90, 2012/13, 2013/14). В 1990 году перед финальным матчем «Бенфика» — «Милан», проходившем в Вене, где Гуттманн умер и был похоронен, Эйсебио приходил на могилу своего великого наставника молиться, чтобы тот снял своё проклятие, но это не помогло: Франк Райкаард принёс «Милану» победу 1:0.

### «Пеньяроль»
В 1962 году, Гуттманн, уйдя из «Бенфики», возглавил уругвайский «Пеньяроль». «Пеньяроль» тех лет был лучшим клубом Уругвая, обладателем двух Кубков Либертадорес из двух разыгранных (турнир был основан в 1960 году, и «Пеньяроль» выиграл оба первых розыгрыша), обладателем Межконтинентального Кубка-1961 и одним из сильнейших клубов мира. В нём выступали такие мастера, как Луис Майдана, Вильям Мартинес, Альберто Спенсер, Нестор «Тито» Гонсальвес, Хосе Сасия и др.
Гуттманн проработал в «Пеньяроле» один сезон и привёл клуб к очередному национальному чемпионскому титулу. В Кубке Либертадорес того сезона «Пеньяроль», будучи освобождён от группового турнира как действующий обладатель трофея, переиграл в полуфинале «Насьональ» из Монтевидео (1:2; 3:1; 1:1). В финале подопечных Гуттманна ждал «Сантос», ещё один клуб из числа мировой футбольной элиты того времени, в котором блистали такие игроки, как Пеле, Коутиньо, Жозе «Пепе» Масия и другие. Дома «Пеньяроль» уступил 1:2, но в гостях, в игре, отмеченной инцидентами, вырвал победу 3:2. Решающий матч состоялся 30 августа 1962 на нейтральном поле стадиона «Монументаль» в Буэнос-Айресе и завершился крупной победой «Сантоса» 3:0 (дубль сделал Пеле), в итоге «Сантос» выиграл трофей, прервав двухлетнюю гегемонию «Пеньяроля». По окончании сезона-1962 Гуттманн ушёл из «Пеньяроля».
По поводу своей частой перемены мест работы Гуттманн говорил: «В первом сезоне тренер работает спокойно и показывает всё, что может. На второй год к нему начинают придираться, а на третий, как бы он ни старался, его всё равно увольняют».
По манере поведения и общения многие сравнивают Гуттманна и Жозе Моуринью.

### Поздние годы

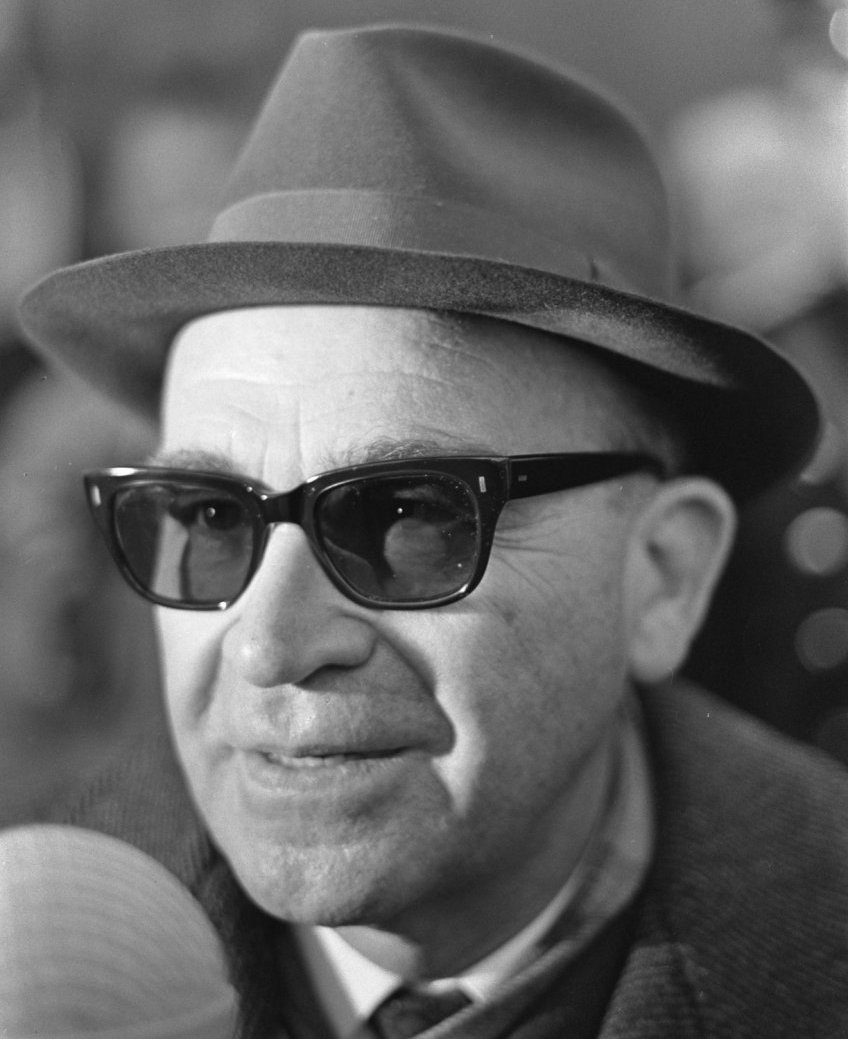
Бела Гуттманн в 1966 году

В апреле — октябре 1964 года Гуттманн в паре с Йозефом Вальтером тренировал сборную Австрии. Под руководством этого дуэта сборная провела пять товарищеских игр, в трёх из них одержала победы (по 1:0 над Венгрией и СССР и 3:2 над Югославией), свела вничью матч с Голландией (1:1) и уступила Уругваю (0:2) (в сборной Уругвая тех лет преобладали игроки «Пеньяроля», встретившиеся, по иронии судьбы, со своим бывшим наставником).
Затем он неожиданно вернулся в «Бенфику» на сезон 1965/66, весной 1966 года был отправлен в отставку, и уже без него команда заняла второе место, уступив всего лишь очко «Спортингу». Карьера Гуттманна клонилась к закату. В сезоне 1966/67 Гуттманн тренировал швейцарский «Серветт», команда провела посредственный сезон, став лишь пятой в национальном первенстве, а Гуттманн снова не доработал сезон до конца, будучи уволен весной 1967 года, после чего перебрался в греческий «Панатинаикос», где также проработал весьма недолго. Затем последовал пятилетний перерыв в тренерской деятельности. Последним местом работы Гуттманна стал «Порту», который он возглавлял в сезоне 1973/74. Команда провела неплохой сезон, но упустила медали, заняв четвёртое место в лиге. По окончании того сезона Бела Гуттманн завершил тренерскую карьеру.
Бела Гуттманн скончался 28 августа 1981 года в Вене и был похоронен в еврейской части Центрального кладбища Вены.

## Достижения

### Как игрок
- Двукратный чемпион Венгрии: 1919/20, 1920/21
- Чемпион Австрии: 1924/25
- Обладатель Открытого кубка США: 1929

### Как тренер
- Двукратный чемпион Венгрии: 1938/39, 1946/47
- Обладатель Кубка Митропы: 1939
- Чемпион первенства штата Сан-Паулу (Лиги Паулиста) (Бразилия): 1957
- Трёхкратный чемпион Португалии: 1958/59, 1959/60, 1960/61
- Двукратный обладатель Кубка европейских чемпионов: 1960/61, 1961/62
- Обладатель Кубка Португалии: 1961/62
- Чемпион Уругвая: 1962
- Итого: 11 трофеев

### Личные
- В списке лучших тренеров в истории футбола:
  - 9 место (по версии World Soccer): 2013[14][15]
  - 16 место (по версии ESPN): 2013[16]
  - 20 место (по версии France Football): 2019[17][18]

### На немецком языке
- Detlev Claussen. Béla Guttmann. Weltgeschichte des Fußballs in einer Person. — Berlin: Berenberg Verlag, 2006. — ISBN 3-937834-11-7.
- Ludwig Tegelbeckers. Béla Guttmann. Weltenwanderer ohne Kompromiss // Davidstern und Lederball / Dietrich Schulze-Marmeling. — Göttingen: Verlag Die Werkstatt, 2003. — P. 347—368. — ISBN 3-89533-407-3.
- Jenö Csaknady. Die Béla Guttmann Story. Hinter den Kulissen des Weltfußballs. — Offenbach: Bintz-Dohany, 1964.

### На русском языке
- Б. Х. Талиновский. Скиталец: история футбольной жизни Белы Гуттманна — игрока и тренера. — Киев: Украинский Медиа Холдинг, 2009.